# Championnat d'Europe de baseball 1985
Navigation
Édition précédente Édition suivante
Le championnat d'Europe de baseball 1985, dix-neuvième édition du championnat d'Europe de baseball, a eu lieu du 6 au 14 juillet 1985 à Haarlem et Eindhoven, aux Pays-Bas. Il a été remporté par l'équipe des Pays-Bas.